# Amfreville-la-Campagne
Pour les articles homonymes, voir Amfreville.
Amfreville-la-Campagne est une ancienne commune française, située dans le département de l'Eure en région Normandie, devenue le 1er janvier 2016 une commune déléguée au sein de la commune nouvelle d'Amfreville-Saint-Amand.

## Géographie

### Situation et description
Amfreville-la-Campagne est une commune périurbaine située à 9,8 kilomètres au sud-ouest d'Elbeuf et à sept au nord du Neubourg. Dans la zone d'emploi de Rouen.

## Toponymie

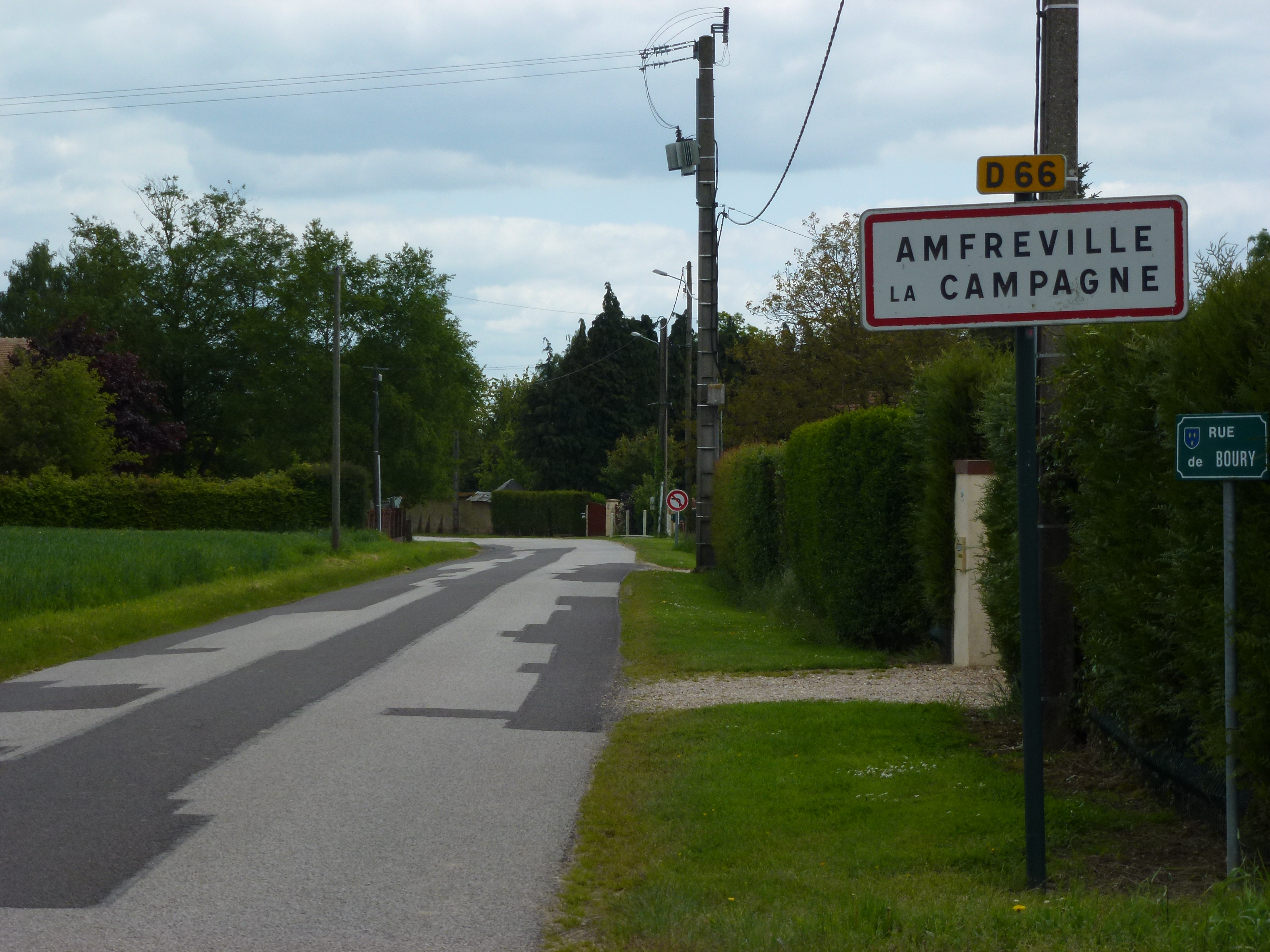
Entrée de commune.

Le nom d'Amfreville est mentionné sous les formes Ansfredivilla (latinisation) en 1091 (cart. de la Trinité-du-Mont), Ansfredville en 1095, Anfrevilla in Campania (latinisation) en 1243 (L. P.), Amfridi, Amfredi villa in Campania (latinisation, sans date) (dom Pommeraye, p. 567 et 596), Anfreville-la-Campaigne en 1403 (aveu du baron du Neubourg), Amffreville-la-Campagne en 1429 (taxe des sergenteries de Conches), Anfreville-la-Champaigne en 1562 (arrière-ban) et 1603 (not. d’Amfreville).
Il s'agit d'une formation toponymique médiévale en -ville « domaine rural ». Le premier élément Amfre- résulte de l'évolution phonétique du nom de personne vieux norrois Ásfríðr, féminin à l'origine, reconstruit au masculin sous la forme *Ásfridr à l'aide de l'élément fridr au lieu de fríðr, franquisé en Ansfred, comme l'indique le très grand nombre d'Amfreville en Normandie et les patronymes Anfray, Anfrey, Anfry et Lanfry, typiquement normands.
Quant au déterminant complémentaire la-campagne, il s'applique à la plaine du Neubourg. Il s'agit de la forme normanno-picarde de « champagne » au nord de la ligne Joret, il est passé en français comme terme générique.

## Histoire
Une tradition locale dit que l'église (et une partie du village) aurait été brûlée au XVe siècle lors de combats contre les Anglais.
Wilfrid Regnault, accusé d'avoir assassiné une veuve, Marguerite Heuzé, le 1er mars 1817, est condamné à mort le 29 août 1817 par la Cour d'assises de l'Eure. Ce jacobin normand avait vécu à Paris et était soupçonné d'avoir participé aux massacres de septembre sous la Révolution. Benjamin Constant prendra sa défense en montrant les incohérences de l'enquête et en menant une campagne de presse. La peine sera commuée en 20 ans de prison.
Amfreville-la-Campagne a maintenu le blason de la famille Poret de Blosseville comme emblème de la commune : d'azur à trois glands d'or en sens inverse deux et un avec la devise : in robore robur.
En 1821, Amfreville-la-Campagne remplace Tourville-la-Campagne comme chef-lieu du canton.

## Politique et administration
| Période                                  | Période    | Identité                     | Étiquette | Qualité                                |
| ---------------------------------------- | ---------- | ---------------------------- | --------- | -------------------------------------- |
| ca 1815                                  |            | Bénigne Poret de Blosseville |           |                                        |
| 1862                                     |            | Ernest de Blosseville        |           |                                        |
| 1898                                     |            | Charles Aubourg de Boury     |           |                                        |
| Les données manquantes sont à compléter. |            |                              |           |                                        |
| ca 1943                                  |            | Guillaume de Boury           |           | Nommé conseiller départemental en 1943 |
| Les données manquantes sont à compléter. |            |                              |           |                                        |
|                                          |            |                              |           |                                        |
| septembre 1975                           | 2008       | Albert Debus                 |           | Retraité                               |
| mars 2008                                | 2014       | Gilbert Doubet               |           | Technico commercial                    |
| mars 2014                                | 31/12/2015 | Jérôme Debus                 | PS        | Agriculteur                            |
| Les données manquantes sont à compléter. |            |                              |           |                                        |

## Population et société

### Démographie
L'évolution du nombre d'habitants est connue à travers les recensements de la population effectués dans la commune depuis 1793. À partir du 1er janvier 2009, les populations légales des communes sont publiées annuellement dans le cadre d'un recensement qui repose désormais sur une collecte d'information annuelle, concernant successivement tous les territoires communaux au cours d'une période de cinq ans. 
Pour les communes de moins de 10 000 habitants, une enquête de recensement portant sur toute la population est réalisée tous les cinq ans, les populations légales des années intermédiaires étant quant à elles estimées par interpolation ou extrapolation. Pour la commune, le premier recensement exhaustif entrant dans le cadre du nouveau dispositif a été réalisé en 2008,.
En 2013, la commune comptait 928 habitants, en évolution de +2,88 % par rapport à 2008 (Eure : +2,66 %, France hors Mayotte : +2,49 %).
| 1793 | 1800 | 1806 | 1821 | 1831 | 1836 | 1841 | 1846 | 1851 |
| ---- | ---- | ---- | ---- | ---- | ---- | ---- | ---- | ---- |
| 893  | 852  | 811  | 874  | 745  | 754  | 709  | 710  | 752  |

| 1856 | 1861 | 1866 | 1872 | 1876 | 1881 | 1886 | 1891 | 1896 |
| ---- | ---- | ---- | ---- | ---- | ---- | ---- | ---- | ---- |
| 686  | 729  | 709  | 656  | 631  | 614  | 604  | 584  | 558  |

| 1901 | 1906 | 1911 | 1921 | 1926 | 1931 | 1936 | 1946 | 1954 |
| ---- | ---- | ---- | ---- | ---- | ---- | ---- | ---- | ---- |
| 552  | 543  | 524  | 452  | 408  | 394  | 426  | 413  | 429  |

| 1962 | 1968 | 1975 | 1982 | 1990 | 1999 | 2008 | 2013 | - |
| ---- | ---- | ---- | ---- | ---- | ---- | ---- | ---- | - |
| 459  | 477  | 636  | 735  | 797  | 873  | 902  | 928  | - |

## Lieux et monuments
- Le château fut construit en 1743 par Bénigne Poret de Boisemont. Une tour pentagonale du XVIe siècle, vestige de l'ancien château, se trouve dans le parc.
- L'église Notre-Dame est notamment décorée d'une vingtaine de vitraux.
- Le prieuré de Saint-Aubin des Fresnes, fondation du XIe siècle des religieux de la Trinité du Mont-Sainte-Catherine, abandonné vers 1602. L'ancienne chapelle a été convertie en grange.
- La forge Poupard, créée en 1897.

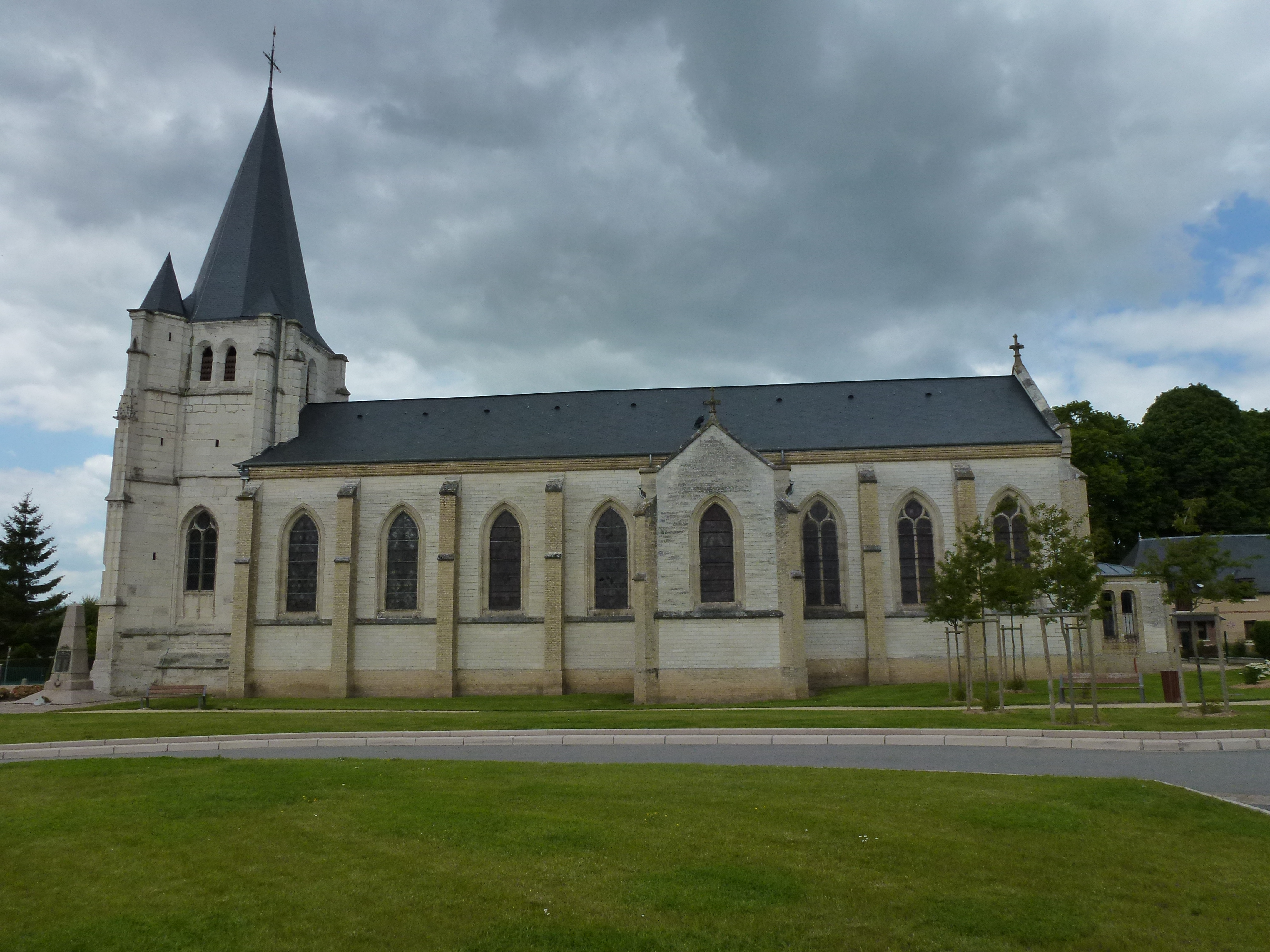
Église Notre-Dame.
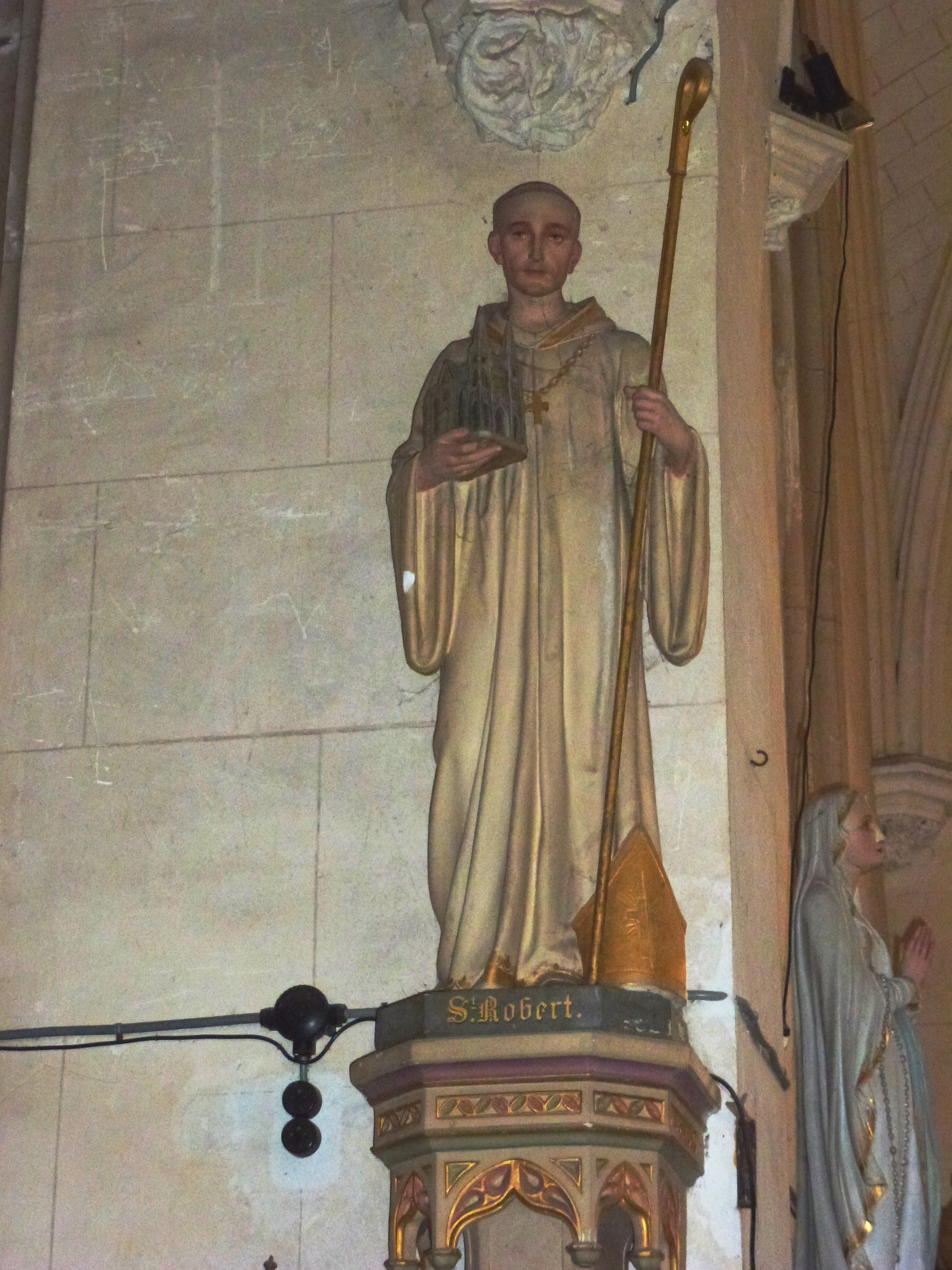
Église, statue de saint Robert.
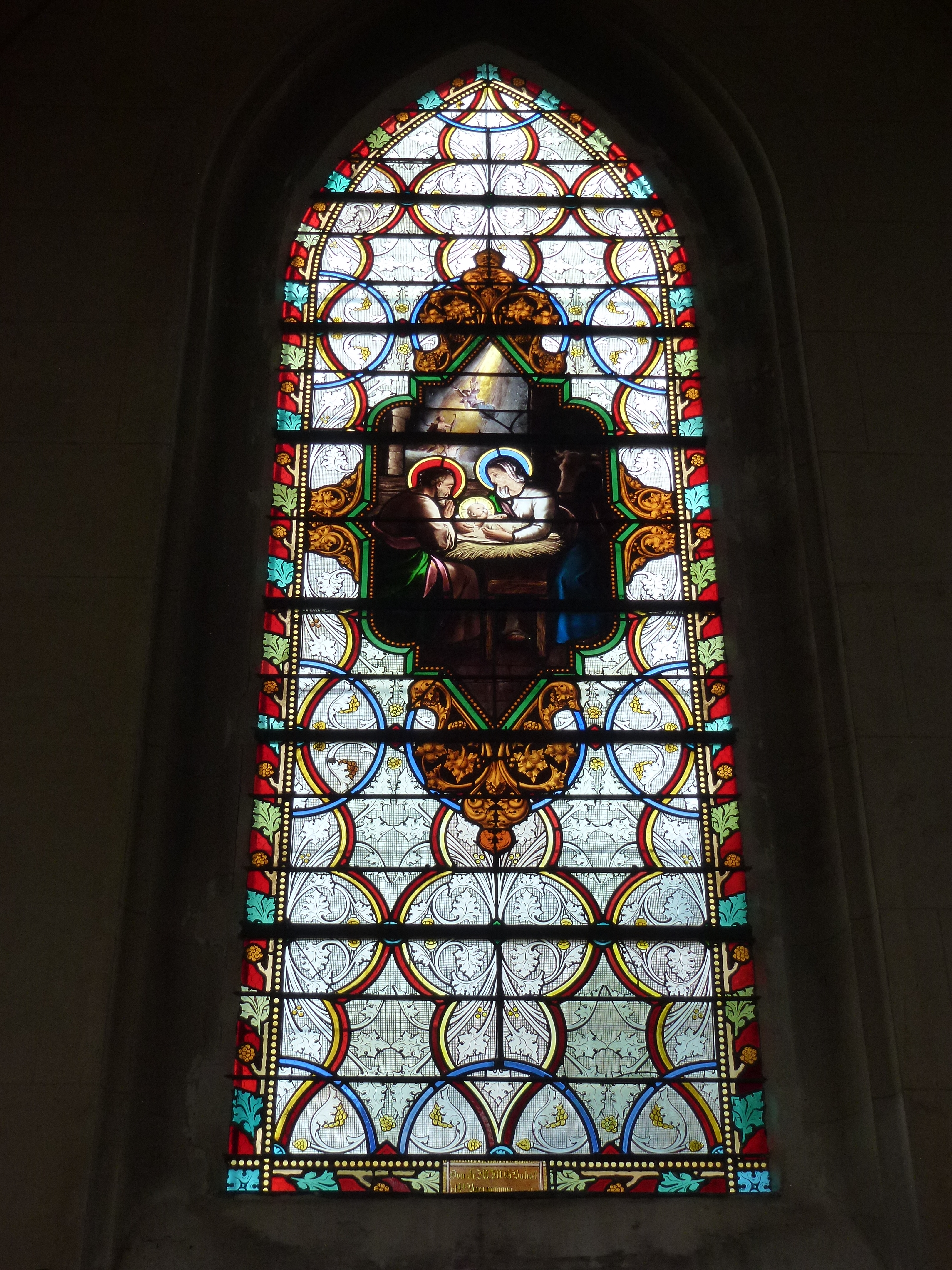
Église, vitrail Crèche de Noël.
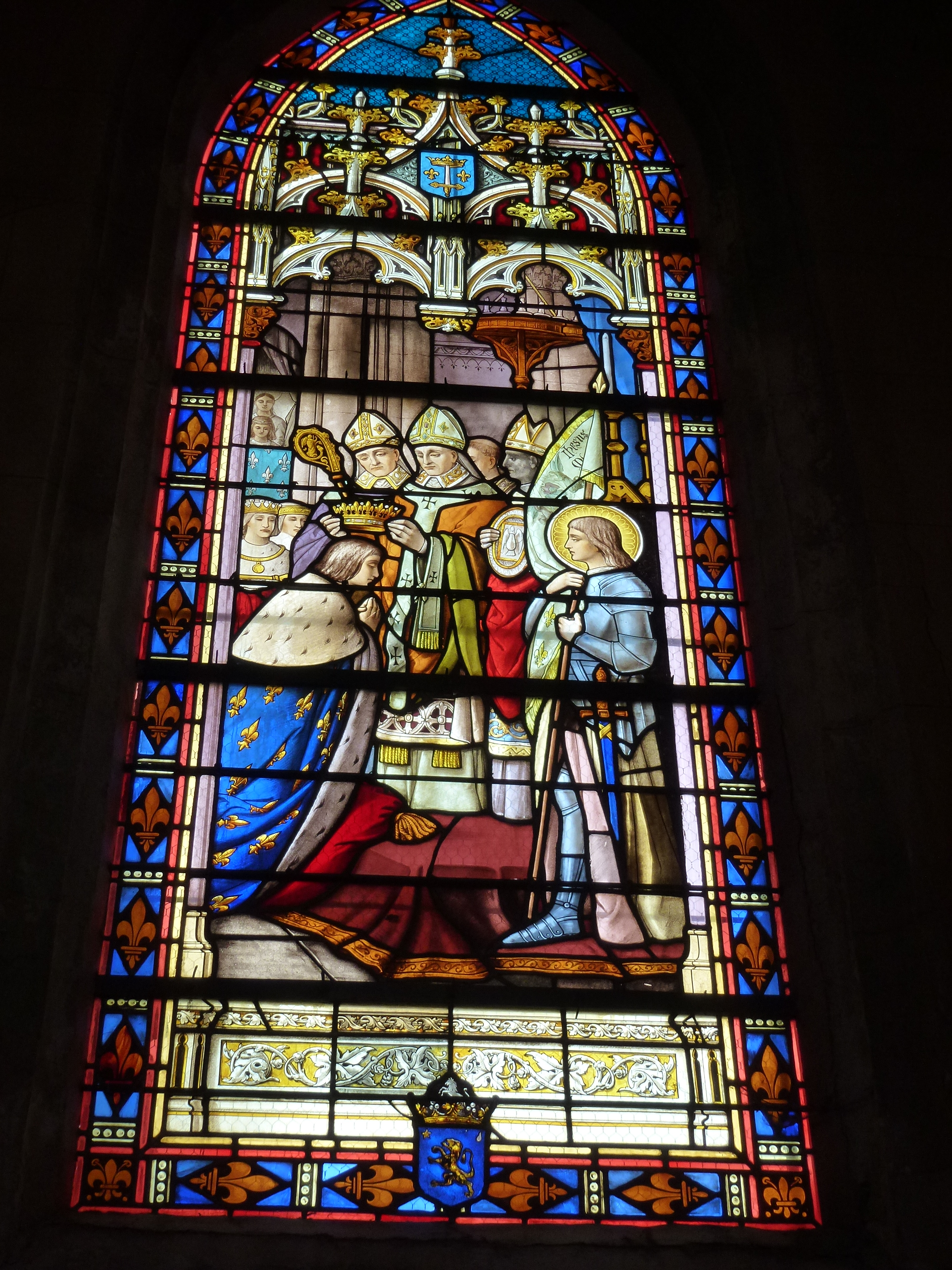
Église, vitrail couronnement du roi saint Louis.
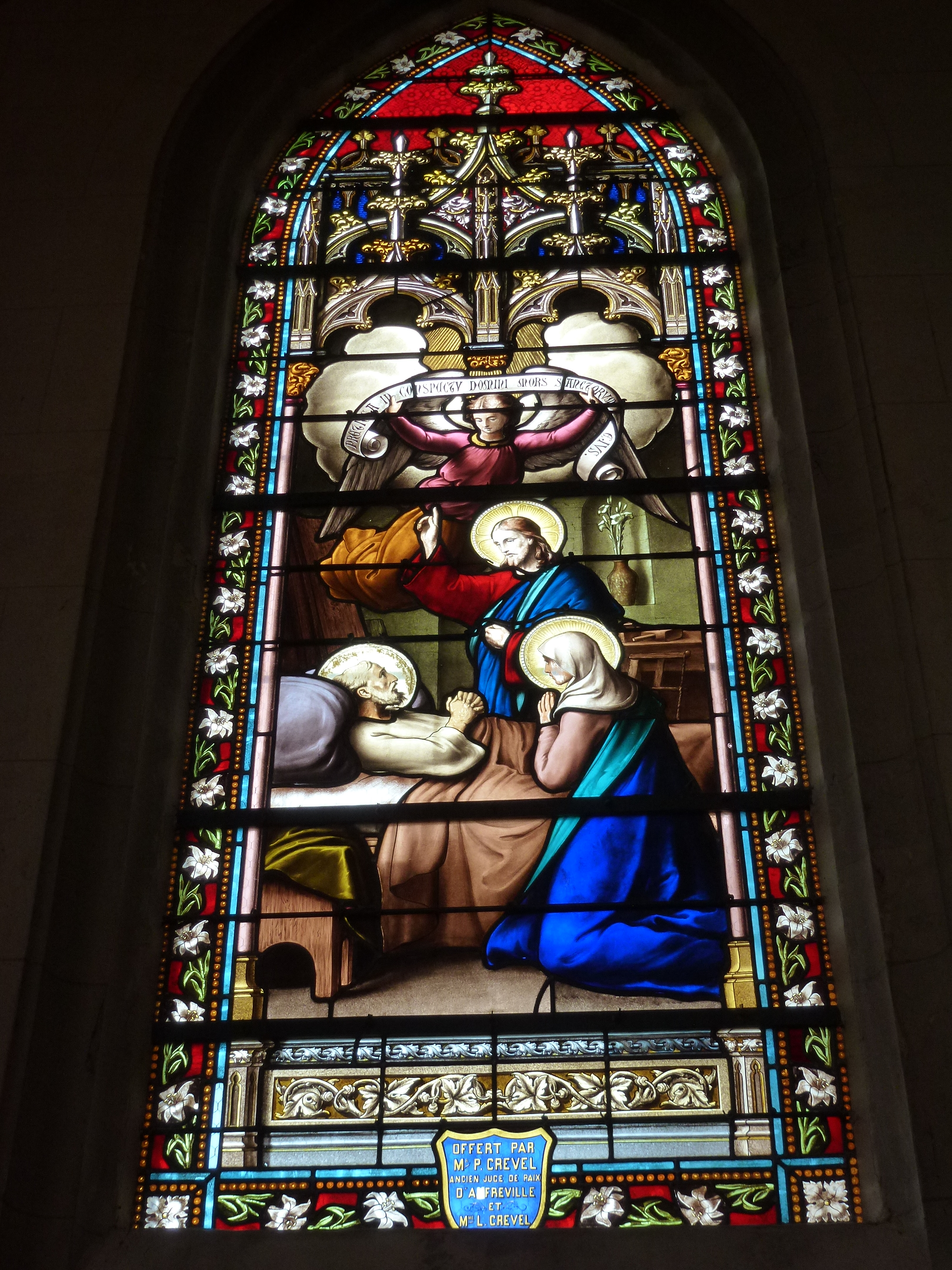
Église, vitrail Saint Joseph à son lit de mort.

## Personnalités liées à la commune
- Bénigne Poret de Blosseville (1768-1845), en est le maire et y est mort
- Wilfrid Regnault, habitant du village lié à une affaire criminelle ayant défrayé la chronique durant la Restauration
- Ernest de Blosseville (1799-1886), y est mort
- David Duval de Sanadon (1848-1813), y est mort
- Charles Aubourg de Boury (1857-1940), y est né et mort
- Arnaud Ducret (1978-), y a grandi

## Héraldique
| Armoiries d'Amfreville-la-Campagne | Elles peuvent se blasonner ainsi aujourd’hui : D'azur à trois glands d'or versés à la cupule de sinople. |